# Pater-Alois-Grimm-Schule
Die Pater-Alois-Grimm-Schule (PAGS) ist eine Gemeinschaftsschule mit Grundschule und Sekundarstufe in Külsheim im Main-Tauber-Kreis in Baden-Württemberg.

## Geschichte

### Schule
Die Geschichte der Schule und deren Vorgängerinstitutionen (ehemalige Volksschule, später Grund- und Hauptschule sowie Grund- und Werkrealschule) lässt sich bis ins 18. Jahrhundert zurückverfolgen. In den Räumlichkeiten des Schlosses Külsheim befand sich einst die Volksschule.
Nachdem Anfang der 1960er Jahre feststand, dass ein neues Schulgebäude errichtet werden und wie dieses aussehen sollte, liefen von 1963 bis 1965 Finanzierungsverhandlungen. Bis 1968/69 wurde schließlich ein Neubau der Grund- und Hauptschule an der heutigen Stelle der PAGS errichtet.
Im Jahre 1984 wurde auf Antrag der damaligen Grund- und Hauptschule Külsheim im Einvernehmen mit der Kirchengemeinde vom Gemeinderat der Stadt Külsheim einstimmig beschlossen, zum 40-jährigen Todestag von Pater Alois Grimm die Külsheimer Grund- und Hauptschule in Pater-Alois-Grimm-Schule umzubenennen.
Die ehemalige Grundschule im Külsheimer Stadtteil Hundheim wurde zum Ende des Schuljahres 2008/2009 geschlossen. Die betroffenen Kinder besuchen seitdem die Pater-Alois-Grimm-Schule.
Die PAGS war eine von 34 sogenannten Starterschulen, die ab dem Schuljahr 2012/2013 die ersten baden-württembergischen Gemeinschaftsschulen wurden. Im Jahr 2013 wurde eine Mensa errichtet, die 2017 nochmals aufgestockt wurde.

### Schulleitung
Liste der Schulleiter
| Amtszeit        | Schulleiter                                                           |
| --------------- | --------------------------------------------------------------------- |
| 2003–2015       | Joachim Uihlein                                                       |
| 2015–2023       | Udo Müller                                                            |
| seit April 2023 | Michael Regner (kommissarisch bis Oktober 2024, anschließend regulär) |

## Schularten und Schulabschlüsse
Die Gemeinschaftsschule Külsheim bietet unterschiedliche Schularten mit den folgenden Schulabschlüssen an:

### Primarstufe
In der Grundschule der Gemeinschaftsschule erwerben die Kinder der Klassen 1 bis 4 erwerben grundlegende Lern- und Arbeitsformen sowie mathematische, sprachliche und sachunterrichtliche Kenntnisse, die das Fundament für die weiterführende Schulbildung in den verschiedenen Schularten der Sekundarstufe legen.

### Sekundarstufe
In der Sekundarstufe der Gemeinschaftsschule erwerben Kinder der Klassen 5 bis 10 den Haupt- oder Realschulabschluss (mittlere Reife). Aufbauend kann an einer weiterführenden Schule in der Umgebung, beispielsweise an der gymnasiale Oberstufe eines Gymnasiums oder an einem Beruflichen Gymnasium (Wirtschaftsgymnasium, Technisches Gymnasium usw.), die allgemeine Hochschulreife (Abitur) erworben werden.

## Schulleben und Besonderheiten

### Grundschul-Projekte
Die PAGS bietet in der Grundschule folgende Projekte: LRS, Lerntagebücher, Kooperation mit Vereinen, Lernpläne, Ferienbetreuung, Grundschulbücherei, Dyskalkulie und Sprachförderung, Bläserklassen, Geräteführerschein, Werkstatttage und ein Grundschulchor.

### Wahlpflicht- und Profilfächer
Ebenso wie an Realschulen gibt es auch an der Gemeinschaftsschule in Külsheim einen Wahlpflichtbereich, aus welchem die „Lernpartner“ (Schüler) in den „Lerngruppen“ (Klassen) 6 bzw. 7 ein weiteres Hauptfach wählen. Dabei stehen folgende Wahlpflichtfächer zur Auswahl:
- Technik (ab Lerngruppe 7)
- AES (Alltagskultur, Ernährung und Soziales – ab Lerngruppe 7)
- Französisch (ab Lerngruppe 6)

Daneben können sich die „Lernpartner“ (Schüler) aller Niveaustufen für ein individuelles Profil entscheiden. Die Gemeinschaftsschule Külsheim bietet, ebenso wie die Gymnasien, von Lerngruppe 8 bis 10 die Wahl zwischen sogenannten Profilfächern an. Die folgenden vier Profilfächer stehen dabei zur Auswahl:
- IMP (Informatik, Mathematik, Physik)
- NWT (Naturwissenschaft und Technik)
- BK (Bildende Kunst)
- Spanisch (weitere Fremdsprache)

### Ganztagesbetrieb
Die PAGS bietet als Ganztagsschule eine nach dem Unterricht angeschlossene Hausaufgabenbetreuung. Im sogenannten „Haus des Lernens“ werden alle Klassen als Ganztagesschule geführt. Der Vormittagsunterricht endet, je nach Stundenplan, üblicherweise nach der 5. oder 6. Stunde. Daraufhin folgt eine einstündige Mittagspause mit „Lernpartnern“ (Mitschülern) und „Lernbegleitern“ (Lehrern). In den Mittagspausen findet eine Betreuung durch die sogenannte „Spagat Gruppe“ statt. Der Nachmittagsunterricht zeichnet sich durch eine individuelle Arbeitsgestaltung aus. Daneben werden weitere Bildungsmöglichkeiten sowie Übungs- und Förderstunden am Nachmittag angeboten.

### Mensa

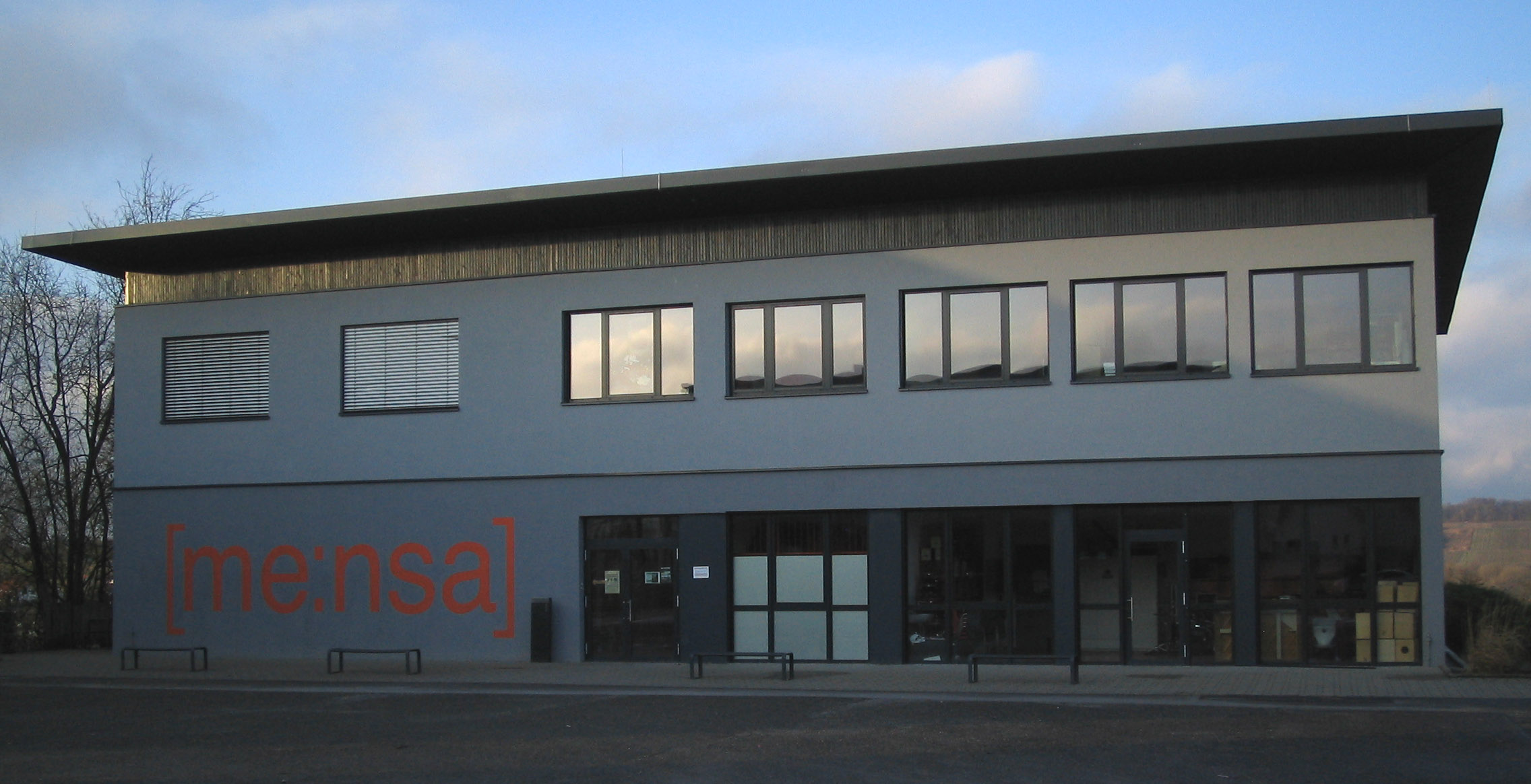
Mensa der PAGS

Die Schule verfügt für die Verpflegung der Ganztagesschüler über eine Mensa mit angeschlossenem Aufenthaltsraum.